# یوهان شارپنت
یوهان شارپنت (انگلیسی: Johann Charpenet؛ زادهٔ ۳ اوت ۱۹۷۶) بازیکن فوتبال اهل فرانسه است.
از باشگاه‌هایی که در آن بازی کرده‌است می‌توان به باشگاه فوتبال استاد برستوا ۲۹، باشگاه فوتبال المپیک لیون، باشگاه فوتبال نیم المپیک، باشگاه فوتبال الچه، و باشگاه فوتبال سدان اشاره کرد.